# نيلس كوكمايير
نيلس كوكمايير (بالهولندية: Niels Kokmeijer)‏ (30 ديسمبر 1977 بآوتخيست في هولندا - ) هو لاعب كرة قدم هولندي في مركز الهجوم. لعب مع غو أهد إيغلز ونادي فولندام ونادي هارلم ونادي هيرنفين.

## وصلات خارجية
- نيلس كوكمايير على موقع قاعدة بيانات كرة القدم.إي يو (الإنجليزية)
- نيلس كوكمايير على موقع عالم كرة القدم.نت (الإنجليزية)